# Walsdorf (Hessen)
Walsdorf is een plaats in de Duitse gemeente Idstein, deelstaat Hessen, en telt 1535 inwoners (2007).